# Seeländische Tonne
Die als Seeländische Tonne bezeichnete Volumeneinheit war das dänische Maß für trockene Waren, wie Getreide. Es war ein sogenanntes Einsaatmaß, welches am 28. Januar 1820 durch eine königliche Resolution festgelegt wurde. 
- 1 Seeländische Tonne = 8 Scheffel = 32 Viertel = 64 Otting/Oetting = 144 Pottler/Pott/Potter/Krug = 7013 (7007[1]) Pariser Kubikzoll = 139,11 Liter (errechnet)